# Achomitzer Berg
Achomitzer Berg är ett berg i Österrike.   Det ligger i förbundslandet Kärnten, i den centrala delen av landet, 290 kilometer sydväst om huvudstaden Wien. Toppen på Achomitzer Berg är 1 812 meter över havet. Bredden vid basen är 0,39 km.
Terrängen runt Achomitzer Berg är bergig västerut, men österut är den kuperad. Närmaste större samhälle är Arnoldstein, 14,5 kilometer öster om Achomitzer Berg. 
I omgivningarna runt Achomitzer Berg växer i huvudsak blandskog. Runt Achomitzer Berg är det ganska glesbefolkat, med 22 invånare per kvadratkilometer.